# Lernout & Hauspie
Lernout & Hauspie (L&H) war ein belgisches börsennotiertes Unternehmen, das sich von 1987 bis 2001 mit der Entwicklung der rechnerischen Spracherkennung beschäftigte.

## Hintergrund
L&H wurde 1987 von Jo Lernout und Pol Hauspie gegründet. Nach schwerer Anfangsphase wuchs das Unternehmen schnell und wurde 1995 auf den Börsen NASDAQ und EASDAQ eingeführt.
Die Hauptsitze von L&H waren in Ypern, Belgien und in Burlington, USA. Auf seinem Höhepunkt hatte L&H eine Marktkapitalisierung von fast 10 Milliarden US-Dollar. Flandern spielte eine wichtige Rolle bei der Investition in die Gesellschaft. L&H kaufte einige seiner kleineren Konkurrenten auf, einschließlich im Jahre 1996 Berkeley Speech Technologies. Im März und April 2000 erwarb L&H die Gesellschaft Dictaphone für fast 1 Milliarde US-Dollar. Kurz danach wurde auch Dragon Systems von L&H aufgekauft.
Lange Zeit gab es hartnäckige Gerüchte über Finanzunschicklichkeiten bei L&H. Anfang des Jahres 1999 berichtete das Wall Street Journal über Behauptungen durch den Goldman-Sachs-Analysten Robert Smithson, dass L&H Bilanzfälschung betrieben habe. Die weiteren Untersuchungen durch den Wall-Street-Journal-Angestellten Jesse Eisinger führten zur Enthüllung eines Finanzskandals im August 2000, welcher Luftbuchungen an Korea und falsche Buchhaltung einschloss. Im April 2001 wurden die Gründer von L&H, Jo Lernout und Pol Hauspie, und der ehemalige L&H-Vorstand Gaston Bastiaens festgenommen. L&H ging im Oktober 2001 bankrott.